# GAINDESAT-1A
GAINDESAT-1A est un nanosatellite, le premier satellite artificiel fabriqué par le Sénégal, en partenariat avec le Centre spatial universitaire Montpellier-Nîmes et a été lancé le 16 août 2024 à 18 h 56 GMT. La fusée Falcon 9 de SpaceX a transporté GAINDESAT-1A lors de sa mission Transporter 11, depuis la base de Vandenberg SLC-4E (en) en Californie (États-Unis).

## Historique
GAINDESAT-1A constitue la première étape du programme spatial national sénégalais (SenSAT). Le satellite est conçu et fabriqué par des ingénieurs sénégalais, en partenariat avec le Centre spatial universitaire de Montpellier (CSUM, en France). Ce satellite est notamment chargé de collecter des données pour diverses agences étatiques, dont la direction de la gestion et de la planification des ressources en eau ou encore l’agence nationale de l’aviation civile et de la météorologie afin d’aider à améliorer les prévisions météorologiques et la sécurité aérienne.
En janvier 2019, un protocole d’accord est signé entre le Centre spatial universitaire de Montpellier, ArianeGroup et le gouvernement sénégalais pour la conception du premier satellite du pays. Le lancement du satellite est prévu en 2021, mais est retardé par la pandémie de Covid-19.
Le 23 octobre 2023, un centre de réception et de contrôle des données du SenSAT est établi dans la cité du savoir de Diamniadio.
Le 16 août 2024, le satellite est mis en orbite par la Falcon 9 de SpaceX depuis la base de Vandenberg SLC-4E (en), en Californie (États-Unis), à 18 h 56 GMT.
Un second satellite, GAINDESAT-1B, doit être lancé en 2025.